# Malpighiaceae
Malpighiaceae is de botanische naam voor een familie van tweezaadlobbige planten. Een familie onder deze naam wordt universeel erkend door systemen voor plantentaxonomie, inclusief het APG-systeem (1998) en het APG II-systeem (2003).
Het gaat om een middelgrote familie van meer dan duizend soorten houtige planten in de tropen. Op Wikipedia worden behandeld:
- Nance (Byrsonima crassifolia)
- Acerola (Malpighia glabra)

## Genera
| - Acmanthera - Acridocarpus - Adelphia - Aenigmatanthera - Alicia - Amorimia - Aspicarpa - Aspidopterys - Banisteriopsis - Barnebya - Blepharandra - Brachylophon - Bronwenia - Bunchosia - Burdachia - Byrsonima - Calcicola - Callaeum - Camarea | - Carolus - Caucanthus - Christianella - Coleostachys - Cordobia - Cottsia - Diacidia - Dicella - Digoniopterys - Dinemagonum - Dinemandra - Diplopterys - Echinopterys - Ectopopterys - Excentradenia - Flabellaria - Flabellariopsis - Gallardoa - Galphimia | - Gaudichaudia - Glandonia - Heladena - Henleophytum - Heteropterys - Hiptage - Hiraea - Janusia - Jubelina - Lasiocarpus - Lophanthera - Lophopterys - Madagasikaria - Malpighia - Malpighiodes - Mascagnia - Mcvaughia - Mezia - Microsteira | - Mionandra - Niedenzuella - Peixotoa - Philgamia - Psychopterys - Pterandra - Ptilochaeta - Rhynchophora - Spachea - Sphedamnocarpus - Stigmaphyllon - Tetrapterys - Thryallis - Triaspis - Tricomaria - Triopterys - Tristellateia - Verrucularia |